# Bubú de doble collar
El bubú de doble collar (Telophorus viridis) és un ocell de la família dels malaconòtids (Malaconotidae).

## Hàbitat i distribució
Habita les espesures del sud-oest de la República del Congo, sud-oest, sud i sud-est de la República Democràtica del Congo, cap al sud fins al centre d'Angola i oest de Zàmbia.